# Aleksej Ljubimov
Aleksej Borisovič Ljubimov (Mosca, 1944) è un pianista e clavicembalista russo.
Ha studiato al Conservatorio di Mosca. Nelle ultime stagioni si esibiva in concerti con la London Philharmonic, la City of Birmingham Symphony Orchestra, la Russian National Orchestra di Mosca e la Tonkünstlerorchester.

## Registrazioni
- Alexei Lubimov. Chopin, Bach, Mozart, Beethoven: at Chopin’s home piano. Fortepiano 1843 Pleyel. NIFCCD
- Alexei Lubimov. Franz Schubert. Impromptus. Fortepiani 1810 Matthias Müller, 1830 Joseph Schantz. Zig Zag Territoirs.
- Alexei Lubimov and his colleagues (Yuri Martynov, Olga Martynova, Alexandra Koreneva, Elizaveta Miller, Olga Pashchenko, Alexey Zuev). Ludwig van Beethoven. Complete piano sonatas. Fortepiani Stein, Walter, Graf, Buchholtz (Paul McNulty). Moscow Conservatory Records.
- Alexei Lubimov. Beethoven: Piano Sonatas - No.8, Op.13 “Pathetique”; No. 14, Op.27, No.2 “Moonlight”; No.21, Op.53 “Waldstein” in C Major; No.27.  Fortepiano John Broadwood & Son 1806 (Cristopher Clarke). Erato.
- Alexei Lubimov with Alexei Zuev. Claude Debussy. Preludes. Fortepiani Steinway 1913, Bechstein 1925. ECM Records.
- Alexei Lubimov and Keller Quartett. Lento — Alfred Schnittke, Dmitri Shostakovich. ECM Records.
- Dennis Russel Davies, Alexei Lubimov, Radio Symphonieorchester Wien. Valentin Silvestrov: Metamusik/Postludum. ECM Records.